# Кинтана, Дайер
Дайер Кинтана (исп. Dayer Uberney Quintana Rojas; род. 10 августа 1992 в Комбите, Колумбия) — колумбийский профессиональный шоссейный велогонщик, выступающий c 2014 года за команду мирового тура «Arkéa–Samsic». Младший брат победителя Джиро д'Италии и Вуэльты Испании — Наиро Кинтаны.

## Достижения

### Шоссе
2014
9-й Тур Австрии
1-й Этап 3
5-й Классика Ордисии
10-й Арнем — Венендал
2016
1-й  Тур Сан-Луиса
2017
6-й Чемпионат Колумбии в групповой гонке
2018
8-й Вуэльта Сан-Хуана
1-й Этап 6 Колумбия Оро и Пас

## Статистика выступлений

### Гранд-туры
| Гонка           | 2015 | 2016 | 2017 | 2018 |
| --------------- | ---- | ---- | ---- | ---- |
| Джиро д'Италия  | 93   | —    | —    |      |
| Тур де Франс    | —    | —    | —    |      |
| Вуэльта Испании | —    | —    | —    |      |

| — | Не участвовал |